# Jean Tinguelys Ton-Mischmaschinen
Jean Tinguelys Ton-Mischmaschinen sind kinetische und lärmende Maschinenskulpturen, mit denen der Schweizer Künstler Tinguely in den 1960er Jahren in der internationalen Kunstszene bekannt wurde und die Gattungsfragen hinsichtlich der Skulptur in der Kunstgeschichte revolutionierte.

## Vorgeschichte
Jean Tinguely erlangte bereits in den 1960er Jahren internationale Aufmerksamkeit mit seinen spektakulären, kinetischen, laut scheppernden Maschinenskulpturen, die sich nach kurzer Zeit vor den Augen des Publikums selbst zerstörten. Mit diesen Aktionen und der Kreation weiterer Maschinenskulpturen und Tonmischmaschinen knüpfte er – bewusst oder unbewusst – an die Grundgedanken der Futuristen und Dadaisten der 1910er und 1920er Jahre an. Gemäss dem Postulat von Luigi Russolo, Geräusche, wie das Brummen der Motoren, das Klopfen der Kolben, das Kreischen der Sägewerke als Maxime in der Weiterentwicklung der Kunstwerke zu betrachten, hat er ab den 1960er Jahren mit seinen «Meta-Matics» und «Méta-Harmonien» sein Hauptwerk erschaffen. Ebenfalls ist der Einfluss der in Zürich gegründeten Künstlergruppe der Dadaisten, die alle bisherige Kunst in Frage stellten, zu erwähnen. Le terrain sur lequel vont s’exercer les happening, la performance, les actions, a été bien préparé par Dada et aussi, antérieurement, par le futurisme, la poésie phonétique de Filip T. Marinetti, la musique bruitiste de Luigi Russolo.
Der Dada-Künstler Duchamp baute seit 1920 z. B. die sogenannten Rotorreliefs mit sich bewegenden Scheiben, Moholy-Nagy um 1930 eine kinetische Licht-Maschine, die die rhythmische Bewegung der Maschine mit einbezog. Naum Gabo schuf 1923 eine sich rhythmisch bewegende Lichtsäule. Dada, später zu einer internationalen Bewegung avanciert, fusste ebenfalls auf den Hinterlassenschaften eines Krieges, nämlich dem des Ersten Weltkriegs.
Die Wiederentdeckung in den 1950er Jahren links und rechts des Rheins hat sowohl in Paris als auch in Düsseldorf die Künstlerszene massgeblich beeinflusst. Dieser kunstkritische und revolutionäre Ansatz bei Tinguely hinsichtlich der Entwicklung der Skulptur und des Begriffes der Kunst muss auch im Kontext der Nachkriegsgeschichte des Zweiten Weltkriegs gelesen werden. Seine spielerisch anarchische Auffassung von Kunst veränderte den Blick auf die Kunst nachhaltig. Néanmoins, avec ses machines créés pour ne vivre que les temps de leur autodestructions, Tinguely a inscrit une part de son travail dans ce champs.
Ihn interessierte u. a. die Absurdität und Ironie der Dadaisten und Surrealisten, das Sein und Nichtsein der Existentialisten und das Radikale der russischen Avantgarde.
Sein Werk gliedert sich in verschiedene Serien oder Typen von Maschinenskulpturen. Automatische Zeichenmaschinen, autodestruktive Maschinenskulpturen, Rauminstallationen, die vier grossen «Méta-Harmonien» und die spielerischen Brunnen, die er später mit Niki de Saint Phalle entwickelt hat, um nur einige zu nennen.

## Entwicklungsgeschichte

### Künstlerisches Umfeld
Der 1925 in Fribourg in der Schweiz geborene Künstler besuchte 1941/1945 die Kunstgewerbeschule Basel.
1952 siedelte er nach Paris um und nahm an zahlreichen internationalen Happenings teil.
Er schloss sich der Gruppe Nouveau Réalisme an. In seinen frühen Werken zeigte sich bereits sein Interesse an Geräuschen und Bewegung.
In der Kunstszene wurde er berühmt mit seinen Méta-Matics-Phantasiemaschinen, die oft mit dem Prinzip Zufall arbeiteten.
Die Akkumulation von Objets trouvés zu verschiedenen räumlichen Arrangements, einte die Künstler der Neuen Realisten mit ihren Plastiken, wie bei Arman, Spoerri, César, Chamberlain und eben Tinguely. Die kinetische Komponente, die Bewegung dieser Apparaturen, haben die russischen Avantgardisten und die Dadaisten und auch Marcel Duchamp oder Man Ray und Naum Gabo in den 1920er Jahren in die Kunst gebracht, in den 1950er Jahren dann Alexander Calder und die Künstlergruppe ZERO. Das Rad, als Zeichen der Bewegung stand seit Beginn des letzten Jahrhunderts sowohl bei der russischen Avantgarde, als auch bei Picasso und Duchamp im Fokus ihrer Ideen, auch in Lissitzkis Aufsatz Rad, Propeller und das Folgende, den er 1924 im ABC des Wolkenbügel-Projektes veröffentlichte.
Im Paris der 1950er Jahre wurde Tinguely von der Pariser Kunstszene beeinflusst. Er sammelte Schrottteile, die er zu bewegten Maschinen zusammensetzte, die keinen Sinn ergaben. Die Demonstration des Leerlaufs, war als Kritik an den Automatisierungsprozessen der Industrie zu verstehen. Die Ästhetisierung der Alltagsgegenstände, die auch die Popkunst postulierte und das Sammeln von Schrottteilen, die verschieden kombiniert zu Assemblagen zusammengefügt wurden, kreierte der Künstler Arman sowie weitere Kollegen in Paris der Nachkriegsjahre. Mit dem Schweissapparat stellte Tinguely die Rauminstallationen «Dylaby» Dynamisches Labyrinth 1962 im Amsterdamer Stedelijk-Museum her. Diese Antimaschinen von Tinguely waren zum Teil äusserst geräuschvoll in ihrer funktionslosen Absurdität.
So fand im März 1960 im Skulpturengarten des Museum of Modern Art in New York ein Maschinen-Happening statt, auf dem er eine von mehreren Motoren angetriebene Plastik präsentierte. Sie bestand aus Metallteilen, einem Klavier, ein Radio und diversen Gebrauchsgegenständen, die sich innerhalb kürzester Zeit unter lautem Getöse selbst zerstörte. Das war das erste autodestruktive Kunstwerk. Die Befreiung vom konventionellen Kunstgeschehen wurde mit provokativen und lautstarken Aktionen und raumgreifenden Installationen seiner lärmenden Maschinen inszeniert.
Picassos Skulptur Stierkopf von 1943, bestehend aus Fahrradsattel und Lenkstange als Montageobjekt von Fundstücken, erhebt noch den Anspruch einer Umdeutung von Alltagsgegenständen in einen neuen Bedeutungszusammenhang. Der in Paris lebende Schweizer Robert Müller war neben César einer der ersten, der Schrottfunde zu sogenannten Schrottplastiken zusammenfügte. Dazu gehörten diverse Gerätefunde und Fahrradteile, die in gänzlich anderer Weise zusammen montiert wurden, wobei der Pedalmechanismus die Bewegung ermöglichte. Daniel Spoerri ersann ebenfalls kinetische Objekte, auch Tinguely, der schon in seiner Jugendphase mit wasserbetriebenen Büchsen-Trommelmaschinen aus Drahtkonstruktionen und Abfallskulpturen experimentierte, komponierte Fundstücke und Metallteile zu kinetischen Objekten.

### Reliefs, Maschinen Plastiken, Ton-Mischmaschinen und autodestruktive Installationen
Fast alle seiner Werke erzeugen mehr oder weniger Geräusche und Töne. 1955 fertigte er die motorbetriebenen Klangreliefs Relief méta-mécanique sonore I und II mit diversen Fundsachen, Drähten, Flaschen, Blechtrichtern und anderen Gegenständen. 1957–1959 kreierte er Mes étoiles – Concert pur sept peintures. Tinguelys Meta-Musik Aufführung 1958 in der Pariser Galerie Iris Clert führte beim konservativen Kunstpublikum zum Eklat. In Paris entstanden auch die ersten Maschinen-Plastiken, die «méta-mecaniques». Ab Mitte der 1950er Jahre ersann er die Zeichenmaschinen, die «méta-matiques», die durch Pedaldruck in Bewegung zu setzen waren und ein rüttelnder Stift Zeichnungen vollführte. Er erschuf weitere aus Schrott zusammengefügte Apparate, denen er Staubwedel, Federn, Gummischläuche, Schellen etc. beifügte. Diese wurden oft von Elektromotoren angetrieben und die schüttelnden und zuckenden Bewegungen gingen mit lautem Getöse einher.
Das Faszinosum für Metall- und Machinengeräusche muss auch auf dem Hintergrund der sich ausbreitenden maschinellen Arbeitsprozesse gesehen werden. Tinguelys kreativer Ansatz, funktionslose Apparaturen zu schaffen, die lärmende Geräusche bei ihrer Bewegung hervorbrachten oder sich selbst zerstörten, birgt explosives Gedankengut in sich, wenn er seine geräuschvollen Maschinen und Happenings mit Titeln, wie Weltuntergang bezeichnete.
Eine weitere autodestruktive Installation, Étude pour une fin dumonde No.1 fand 1961 im Louisiana Museum in Dänemark statt.
Zwischen 1978 und 1985 entstanden die Ton-Mischmaschinen «Méta-Harmonien», wie er sie selbst nannte. Es sind grosse, von Motoren getriebene Räderwerke in Stahlrahmen mit etlichen Musik- und Schlaginstrumenten versehen. Mit ihrer Bewegung und ihrem Getöse bieten sie ein eindringliches akustisch visuelles Kunsterlebnis. Er schrieb dazu «Meine Apparate machen keine Musik, meine Apparate benützen Töne, ich spiele mit den Tönen, ich baue manchmal Ton-Mischmaschinen, die mischen Töne, ich laß die Töne gehen, ich geb’ ihnen die Freiheit». 1978 entstand die Méta-Harmonie I, die sich heute im Museum Moderner Kunst Stiftung Ludwig Wien befindet. Sie besteht aus einem dreiteiligen Eisengestell und diversen Metallstangen, einem Räderwerk, drei Elektromotoren und zahlreichen klangerzeugenden Objekten und diversen Teilen von Landmaschinen und Autos, sowie einem Gartenzwerg. Ihre Masse sind 290 × 600 × 150 cm.
1979 baute er Méta-Harmonie II, die sich als Dauerleihgabe der Emanuel Hoffmann-Stiftung in Basel befindet. Sie besteht ebenfalls aus einem dreiteiligen Eisengestell auf Rollen, Türscharnieren, Fleischerhaken, Räderwerk und drei Elektromotoren, diversen Riemen, einem Rad,Gongs, Kuhglocken, Triangel, Harmonium, Bratpfanne und anderen Klanginstrumenten. Sie misst 380 × 690 × 160 cm.
Eine weitere Skulptur, Klamauk von 1979, war ein Traktor, der mit Schlaginstrumenten, Gummihämmern, Minigolfschläger, 11 Becken, 11 Kuhglocken, Metallfässern und einem schwarzen Topf für ein kleines Feuerwerk ausgestattet ist, das bei seinem Einsatz ein perkussives Klangerlebnis auslöste. Ihre Masse sind 315 × 660 × 315 cm. Sie ist eine Schenkung von Niki de Saint Phalle an das Tinguely-Museum in Basel.
Das Pandämonium No.1 – Méta-Harmonie III stellte er 1984 für eine japanische Warenhauskette her. Heute befindet es sich im Sezon Museum of Modern Art in Karuizawa. Sie besteht aus einem vierteiligen Eisengestell auf Rollen, diversen Riemen und 52 Elektromotoren, Musikinstrumenten und geräuscherzeugenden Objekten, diversen Lampen und Leuchtmitteln sowie Schädelknochen, einem Rennwagenkühler, einer Flugzeugflügelspitze, einer King-Kong-Gummifigur etc. Sie misst 350 × 780 × 300 cm.
Fatamorgana-Méta-Harmonie IV von 1985 befindet sich im Tinguely-Museum Basel. Es ist wieder ein dreiteiliges Eisengestell auf Rollen mit diversen Metallstangen und Riemen sowie 15 Elektromotoren. Sie ist ebenfalls mit Musikinstrumenten und geräuscherzeugenden Objekten ausgestattet. Sie hat die Maße 420 × 1250 × 220 cm.
Diese vier grossen Ton-Mischmaschinen, die Tinguely zwischen 1979 und 1985 gebaut hat, unterscheiden sich klanglich stark voneinander. Davon sind zwei in der Schweiz verblieben, jedoch alle vier in der Ausstellung von 2016 im Museum Tinguely in Basel unter dem Titel «Musikmaschinen/Maschinenmusik» in einem Raum zusammen ausgestellt worden.
Er erschuf noch weitere Geräusch erzeugende Maschinenplastiken, wie eine monumentale Méta-Harmonie ohne Nummer von 1980 oder das mehrteilige Skulpturen-Arrangement auf der Plattform neben dem Centre Pompidou in Paris von 1984 mit dem Titel Inferno. Eine 1986 geschaffene Méta-Maxi gehört der Daimler Art Collection in Stuttgart. 1987 schuf er eine mit Méta-Maxi-Maxi Utopia betitelte Skulptur.
In der Fonoteca, der Schweizerischen Nationalphonothek, existiert ein Tondokument bestehend aus einem zehnteiligen Interview mit Jean Tinguely an verschiedenen Aufnahmeorten und Zeiten durch den Kunstkritiker Pierre Descargues, Entretiens avec Pierre Descargues z. B. Paris 1983, Inauguration de la Fontaine Igor Stravinski, Venedig 1987 «Retrospektive Jean Tinguely» im Palazzo Grassi in Venedig, Paris 1988 «Exposition Tinguely, Musee National D’Art Moderne Centre Georges Pompidou». So wird er dort von Descargues als Rebelle permanent bezeichnet, und er selbst sagte: je cherche la form plastique qui sera très transformable.
Descargues spricht auch von dem Philosophen Tinguely, der eine Rehabilitation der Plastik anstrebte, und dass die Betrachtung seines Werkes einem Parcours durch die Philosophiegeschichte gleichen würde.(CD)

## Medien
- Pierre Descargues, Jean Tinguely: Jean Tinguely. Entretiens avec Pierres Descargues. Hrsg.: Musee Jean Tinguely. Basel 2001.